# Diores delicatulus
Diores delicatulus es una especie de araña del género Diores, familia Zodariidae. Fue descrita científicamente por Lawrence en 1936.
Habita en Botsuana y Zimbabue.